# Агорн Андрій
Агорн Андрій — (1703, Холм, нині Польща — 1780) — маляр, архітектор.
Брав участь у спорудженні костьолу в селі Великі Вікнини на Збаражчині, оздоблював його фресками (1763—1764).